# Jesper Ceesay
Jesper Ismaila Ceesay (Solna, 4 maggio 2003) è un calciatore svedese naturalizzato gambiano, centrocampista dell'Antalyaspor.

## Biografia
Suo fratello maggiore Joseph è anch'egli un calciatore professionista di ruolo centrocampista. Inoltre, suo padre Lamin ha vestito in passato la maglia della nazionale del Gambia.

## Carriera

### Club
Nato a Solna e cresciuto a Hässelby, altro quartiere della periferia occidentale di Stoccolma, Ceesay ha cominciato a giocare a calcio all'età di cinque anni nella locale squadra dell'Hässelby SK. Un anno dopo è approdato al vivaio del Brommapojkarna con cui ha svolto tutta la trafila delle giovanili.
Nel corso della stagione 2020 debutta in prima squadra. In due campionati di terza serie trascorsi con il Brommapojkarna ha raccolto 53 presenze, gran parte delle quali da titolare. Nella seconda di queste due annate, la squadra ha centrato la promozione in Superettan mentre Ceesay è stato eletto giovane dell'anno del campionato di Ettan 2021.
In vista della stagione 2022 viene acquistato dai vice campioni di Svezia in carica dell'AIK. Durante questa parentesi, tuttavia, Ceesay non è riuscito a trovare particolarmente spazio né sotto la guida tecnica del capo allenatore Bartosz Grzelak né sotto quella del suo successore in panchina Henok Goitom. Il suo campionato 2022 si è infatti chiuso con 8 presenze all'attivo, di cui solo 2 da titolare.
Durante il precampionato 2023, la dirigenza dell'AIK lo ha ceduto a titolo definitivo all'IFK Norrköping.
Il 13 agosto 2025 viene ceduto a titolo definitivo all'Antalyaspor, in Süper Lig.

### Nazionale
Ha giocato nella nazionale gambiana Under-23.